# Нова зора (теленовела)
„Нова зора“ (на испански: Nuevo amanecer) е мексиканска теленовела от 1988 г., режисирана от Алфредо Гурола, и продуцирана от Ернесто Алонсо за Телевиса. Създадена е от Кармен Даниелс, базирана върху сценария на игралния филм El deseo en otoño от 1970 г., написан от Фернанда Вийели.
В главните роли са Жаклин Андере и Педро Армендарис мл., а в отрицателната - Бланка Гера. Актьорски дебют в теленовелите на Даниела Кастро, Салма Хайек и Раул Араиса.

## Сюжет
Тази теленовела разказва историята на Лаура Тревиньо, зряла и срамежлива жена, малтретирана от майка ѝ, Елена. Лаура, която работи като учителка, е дълбоко травмирана, защото е станала жертва на изнасилване в детството си от втория ѝ баща. Когато умира Елена, Лаура наследява богатството ѝ и отива да живее с Норма, най-добрата ѝ приятелка и колежка, която има напълно противоположен на нейния характер.
На едно пътуване, Лаура се запознава с Херардо. Двамата се влюбват, но Лаура страда, понеже не може да забрави спомените за случилото се в детските си години. Въпреки това, травмата не е единственият проблем на Лаура, която трябва да се бори с жесток човек, опитващ се да я унищожи и изпращащ ѝ анонимни писма, подписани от майка ѝ. Норма започва връзка с Фелипе, женен мъж, а Херардо започва да се държи така, сякаш крие нещо.

## Актьори
- Жаклин Андере – Лаура Тревиньо
- Педро Армендарис мл. – Херардо
- Бланка Гера – Норма
- Даниела Кастро – Патрисия Ортис
- Салма Хайек – Фабиола Рамирес Антони
- Раул Араиса – Естебан
- Арасели Агилар – Ампаро Луна
- Роберто Антунес – Арнулфо
- Херардо – Мануел
- Норма Ласарено – Мариса Басурто
- Рита Маседо – Елена вдовица де Тревиньо
- Маристел Молина – Ниевес
- Алехандра Моралес – Ернестина
- Мануел Охеда – Самуел Рамирес
- Ребека Силва – Диана Ортис
- Ектор Суарес Гомис – Пако Ландерос
- Хилберто Трухийо – Луис
- Едуардо Линян – Фелипе
- Тере Веласкес – Гладис Антони
- Флор Трухийо – Елизабет Шелдан
- Гилермо Агилар – Хавиер Малдонадо
- Грасиела Дьоринг – Бенита
- Долорес Беристайн – Адела
- Фабио Рамирес
- Умберто Елисондо – Анибал
- Клаудия Фернандес – Джина
- Марко Ернан – Анхел
- Оскар Травен – Том Шелдан
- Фабиола Еленка Тапия – Лаура Тревиньо (дете)
- Грасиела Бернардо – Кора
- Роберто Антунес
- Енрике Идалго – Лекарят на Фабиола

## Премиера
Премиерата на Нова зора е на 3 октомври 1988 г. по Canal de las Estrellas. Последният 75. епизод е излъчен на 13 януари 1989 г.

## Награди и номинации
Награди TVyNovelas (Мексико) 1989
| Категория                 | Номиниран(а)   | Резултат |
| ------------------------- | -------------- | -------- |
| Най-добра първа актриса   | Жаклин Андере  | Печели   |
| Най-добър актьорски дебют | Даниела Кастро | Печели   |
| Най-добър актьорски дебют | Салма Хайек    | Печели   |

## Адаптации
- Нова зора е адаптация на игралния филм El deseo en otoño, създаден от Фернанда Вийели, и режисиран от Карлос Енрике Табоада през 1970, в който участват Марикрус Оливие, Гилермо Мурай и Соня Фурио.